# Josef Haunzwickel
Josef Haunzwickel (* 4. Januar 1915 in Wien; † 19. Mai 2001) war ein österreichischer Stabhochspringer.
Bei den Olympischen Spielen 1936 in Berlin wurde er Sechster.
Siebenmal wurde er Österreichischer Meister (1936, 1938–1940, 1946–1948). Nach dem Anschluss Österreichs wurde er 1938 und 1939 Deutscher Meister. Seine persönliche Bestleistung von 4,09 m stellte er 1939 auf.